# Тарнувский механический завод
ОАО «Тарнувский механический завод» (пол. Zakłady Mechaniczne Tarnów S.A.) — научно-производственное объединение, расположенное в городе Тарнув, Польша.

## История
Компания начала свою деятельность в 1917 году с началом строительства железной дороги. За первые 35 лет своей деятельности Тарнувский механический завод занимался обслуживанием железнодорожного транспорта. С 1951 года предприятие стало производить оборонную продукцию.
В 1994 году завод стал открытым акционерным обществом. В 2002 году завод стал частью BUMAR Capital Group, объединяющей 21 коммерческое и производственное предприятие польского военно-промышленного комплекса. В 2012 году завод был объединён с ООО «Центр исследований и развития механического оборудования» (пол. Ośrodek Badawczo-Rozwojowy Sprzętu Mechanicznego sp. z o.o.), превратившись, таким образом, в научно-производственное объединение, специализирующееся на разработке технологий и производстве инновационных продуктов, а также формировании человеческого капитала.

## Продукция
- Пулемёты UKM-2000, WKM-B и НСВ;
- Устройство дистанционного управления оружием ZSMU-70;
- Снайперские винтовки Tor, Bor, Alex Tactical Sport, Alex .338, .308 ZMT HS;
- Зенитная самоходная установка ZSU-23-4MP Biała;
- Спаренная зенитная установка ЗУ-23-2;
- 60-мм миномёт LM-60;
- Гранатомёты: GS-40, GP-40, RGP-40;

Собственная разработка:
- Пулемёт с вращающимся блоком стволов WLKM;
- Станковый гранатомёт GA-40;
- Дистанционно управляемая зенитная пушечная установка ZSSP-35.